# High Line Park
A High Line Park, vagy ahogy szintén ismert, a High Line, egy 1,6 km² területű nyilvános, lineáris park Manhattan nyugati részén, New Yorkban. A Chelsea-ben az utcaszint felett elnyúló parkot a hajdani, 2,33 km hosszú, Chelsea-ben működő West Side Line magasvasút pályája mentén alakították ki. A vasút legdélebbi szakaszát már elbontották, mivel rozsdás fém vázával rontotta a város összképét. A város felett húzódó park jelenleg a nyugati 14. utca és a Gansevoort Street találkozásától a nyugati 34. utcáig tart. Élő környezetté való átalakítása több terület, tájépítészet, várostervezés és ökológus szakemberek bevonásával a James Corner Field Operations cég vezetésével történt. 2009-es megnyitása óta a kortárs tájépítészet ikonikus jelentőségű parkjának tekintik.

## Leírása

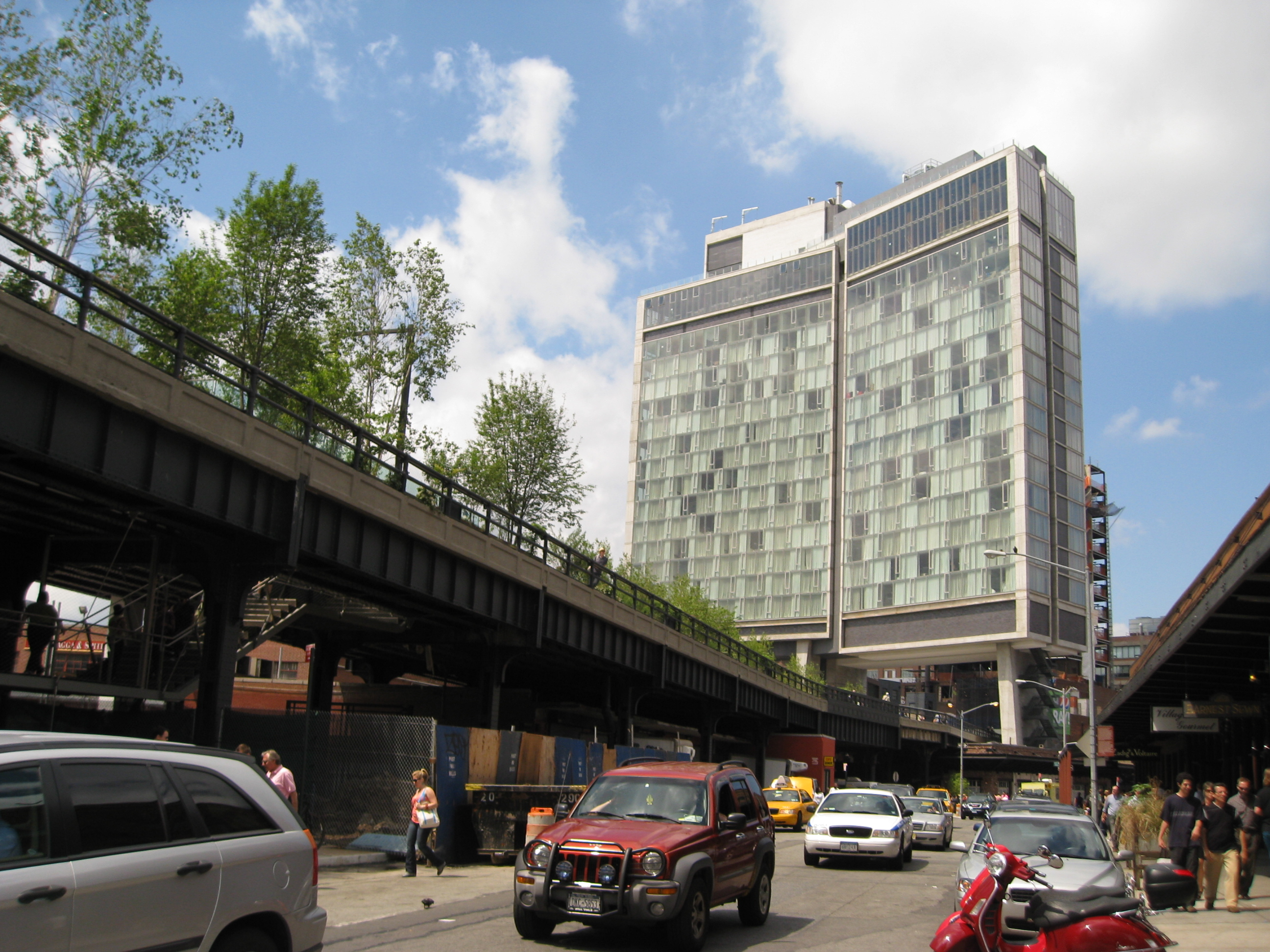
A High Line ahogy a Standard Hotel alatt fut át.

A Chelsea-ben 2,33 km hosszan az utcaszint felett húzódó zöldfolyosó Manhattanben jelenleg a nyugati 14. utca és a Gansevoort Street találkozásától a nyugati 34. utcáig terjed, a 30. utcánál nyugatra kanyarodik. A High Line-on kereszteződések és közlekedési lámpák akadálya nélkül lehet 20 háztömbön át zavartalanul a város felett sétálni. New York City városfejlesztése keretén belül már tervezik a park északi részénél Manhattan másik negyedében, a Hell’s Kitchen-ben fekvő zöld területtel, a Hudson Park and Boulevard-ral történő összekapcsolását is. A High Line-on a modern építészeti megoldások mellett egyes szakaszoknál meghagyták az eredeti sínpályákat is. 120 különböző növényfajt ültettek itt el a dán tájépítész, Piet Oudolf kurátor irányítása mellett. A Chelsea-ben acélmonstrumon álló és egyre terjeszkedő park évszakonként és szakaszonként más és más időpontban tart nyitva, reggel 7h-tól este 7h-ig, 10h-ig, ill. 11h-ig. A parkba több mint tíz bejáraton át lehet feljutni, lépcső és lift vezet fel, a kapuk egy részétől pedig kerekesszékkel is fel lehet kerülni. A High Line Park látogatóit nemcsak a zöldterület vonzza, hanem többek között a kilátás is a városra, a Hudson folyóra és a folyó túloldalán levő New Jersey-re. De a kulturális látványosságok is, mivel a terület helyt ad ideiglenes képzőművészeti installációknak és különböző rendezvényeknek is. A park fenntartását egy nonprofit szervezet, az 1999-ben alapított Friends of the High Line végzi.

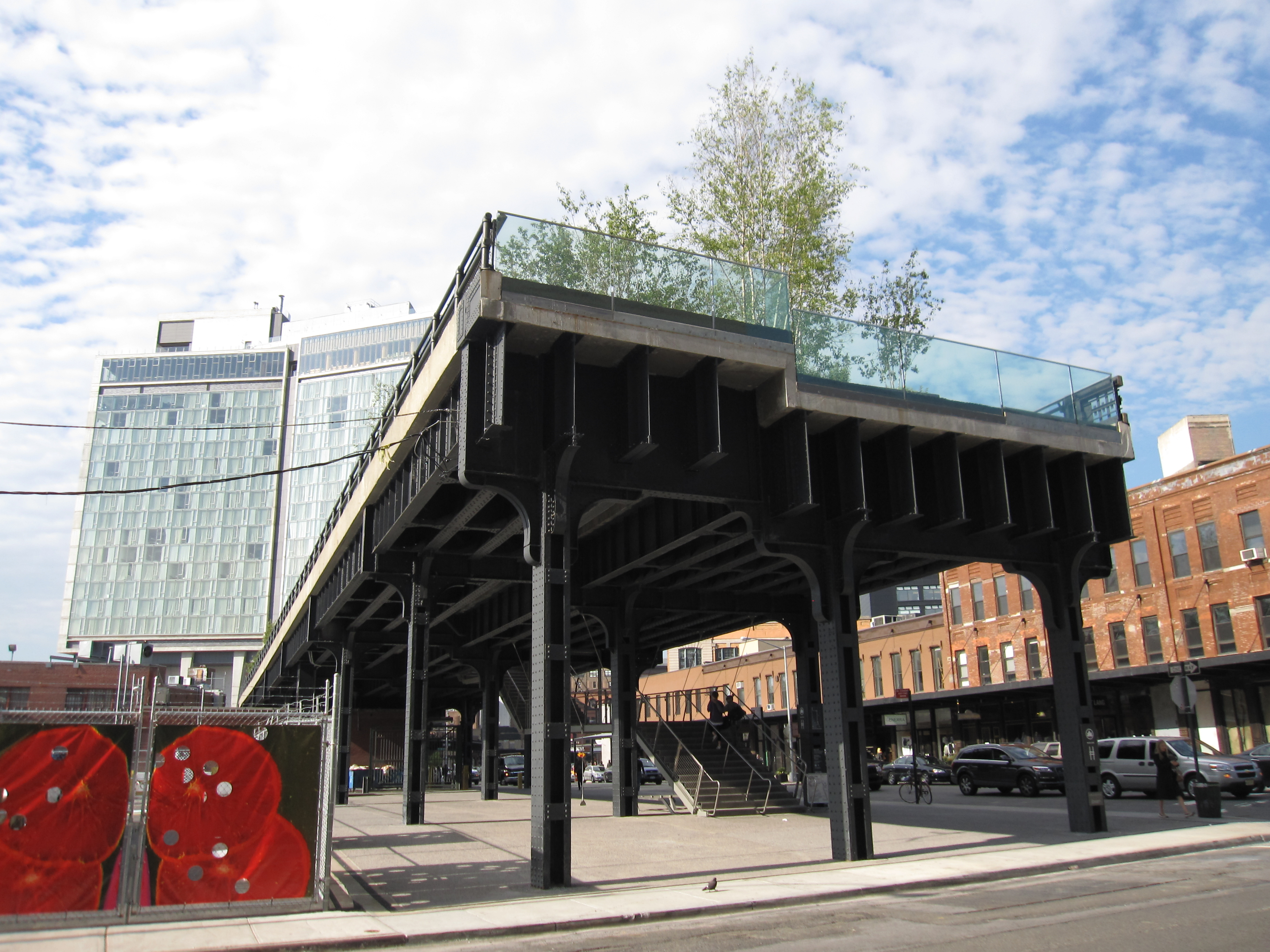
A High Line déli vége a Gansevoort Street és a Washington Street találkozásánál
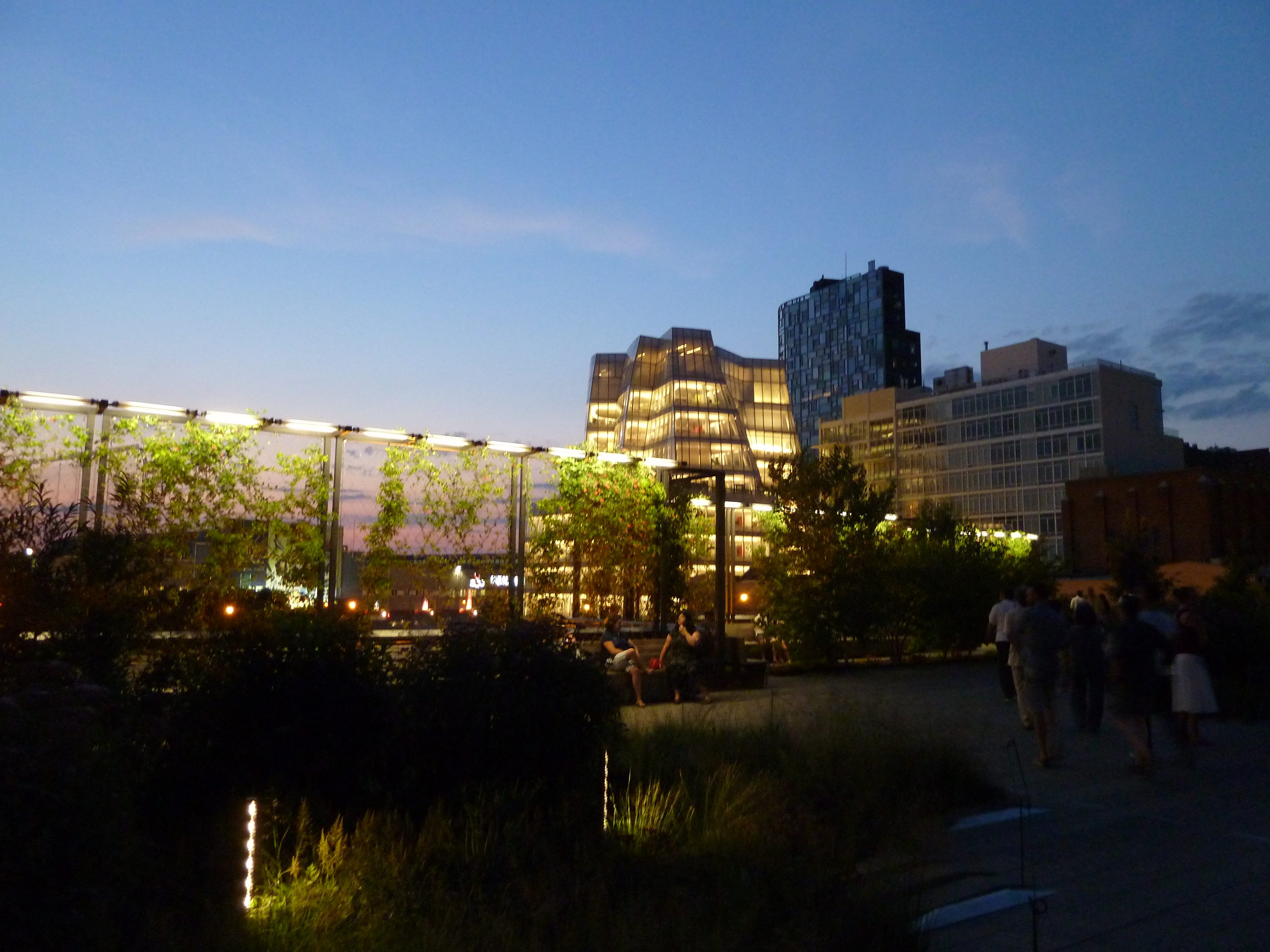
A High Line éjszakai képe

## Története

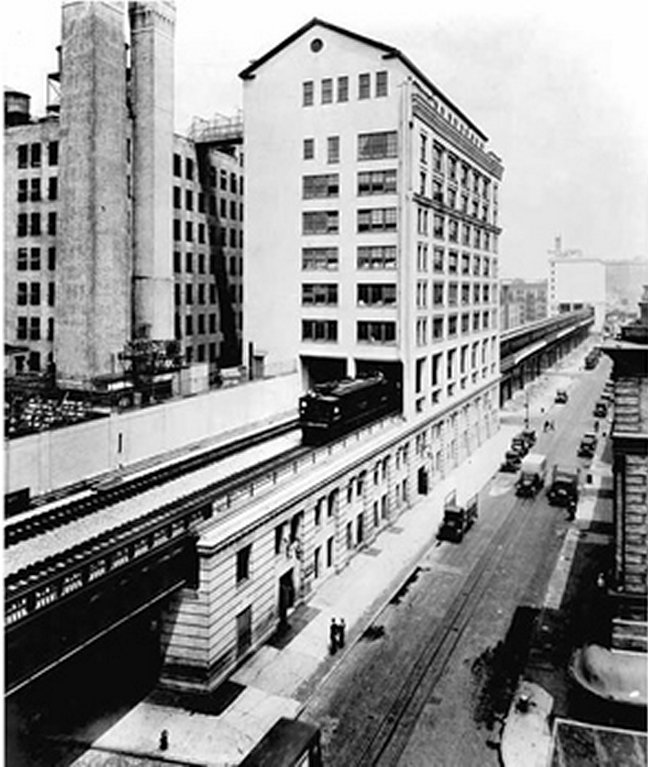
A Bell Laboratories épülete alatt futó magasvasút 1936-ban a Washington Street felől, ez a szakasz ma a park része

A High Line Park története a 19. századig nyúlik vissza. 1847-ben New York város engedélyezte az utcaszintű vasúti pályák kiépítését Alsó-Manhattan nyugati oldalán. A biztonság kedvéért, a vasúttársaság lovasokat alkalmazott, akik a tehervonatok előtt zászlóval a kezükben biztosították a vonatok zavartalan haladását. Őket hívták a West Side-i Cowboy-oknak. Az ennek ellenére bekövetkező számos balesetnek köszönhetően a 10. sugárutat a Halál sugárútjának nevezték el a helybéliek.
Az 1900 óta a vasút veszélyességéről szóló nyilvános viták eredményeként New York város, New York állam és a New York Central vasúttársaság felállították a „West Side Improvement Project”-et, mely feladatának része volt a megmagasított vasútvonal kiépítése. 1933-ban futott át az első szerelvény a magasvasúton, az utcaszintű vasúti pálya utolsó szakaszát pedig 1941-ben szüntették meg. Viszont a kamionszállítmányozás növekedésének köszönhetően az 1950-es években az USA-ban a vonatforgalom csökkent, így 1960 körülre már a magasvasút legdélebbi szakaszát el is bontották. Az 1990-es években a magasvasút már teljesen elhagyatottá vált, New York City akkori polgármestere, Rudolph W. Giuliani pedig felszámolásra ítélte, majd az 1999-ben létrejött civil szervezet, a Friends of the High Line a felszámolása helyett a nyilvánosság számára parkká történő átalakítását szorgalmazta. Ezt követően New York új polgármestere, Michael Bloomberg viszont már támogatta a civil kezdeményezést.
A High Line Park kiépítésének ötletét egy 1993-as hasonló francia projekt, a Promenade plantée, azaz a párizsi 4,8 km hosszú magasvasút parkká történt átformálása adta. Ezt követően parkká való átalakítása csak később, 2006-ban kezdődött el, megnyitása több fázisban történt, az első szakaszt 2009-ben adták át, a második szakaszt 2011-ben nyitották meg. A következő szakaszt 2014. szeptember 21-én adták át, 2018-ra tervezték egy következő rész megnyitását a 10. sugárút és a 30. utca felett, ez 2019-ben valósult meg.
A High Line átalakításának sikere az USA-ban számos város elavult infrastruktúrájának közterekké történő kiépítését eredményezte. A projekt az érintett területeken ingatlan beruházásokat indított el, növelve az ingatlanok értékét. A Manhattanben egyre népszerűbb High Line Park éves látogatóinak száma 2014. szeptemberére elérte az 5 millió főt, 2019-re a 8 milliót.
A parkot a 2020-as covid pandémia miatt négy hónapra ideiglenesen bezárták, mivel a távolságtartásra nem volt lehetőség, 2020. július 16-án nyitott ki újból.

## Galéria

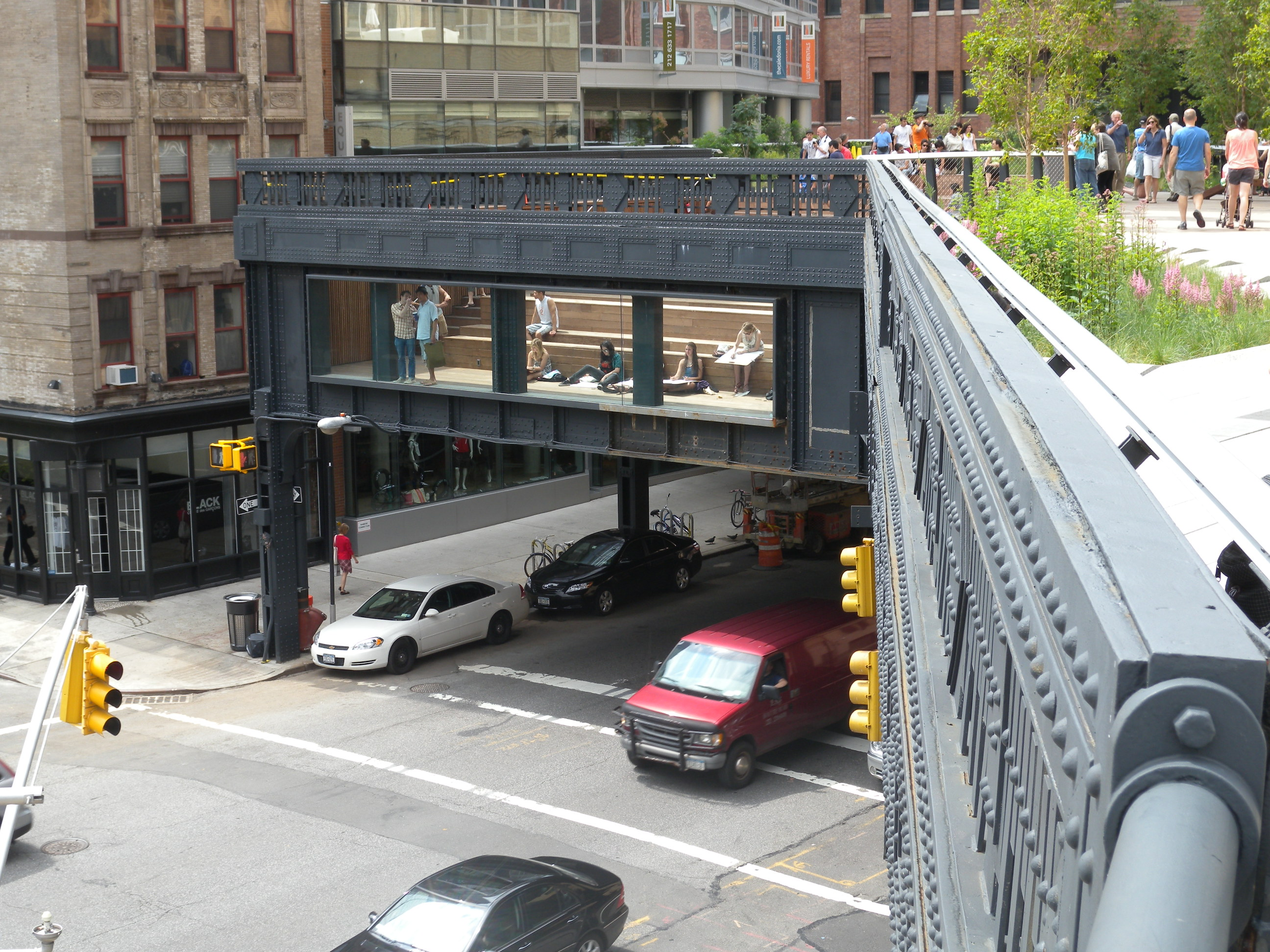
A High Line a 10. sugárútnál (10th Avenue Square)
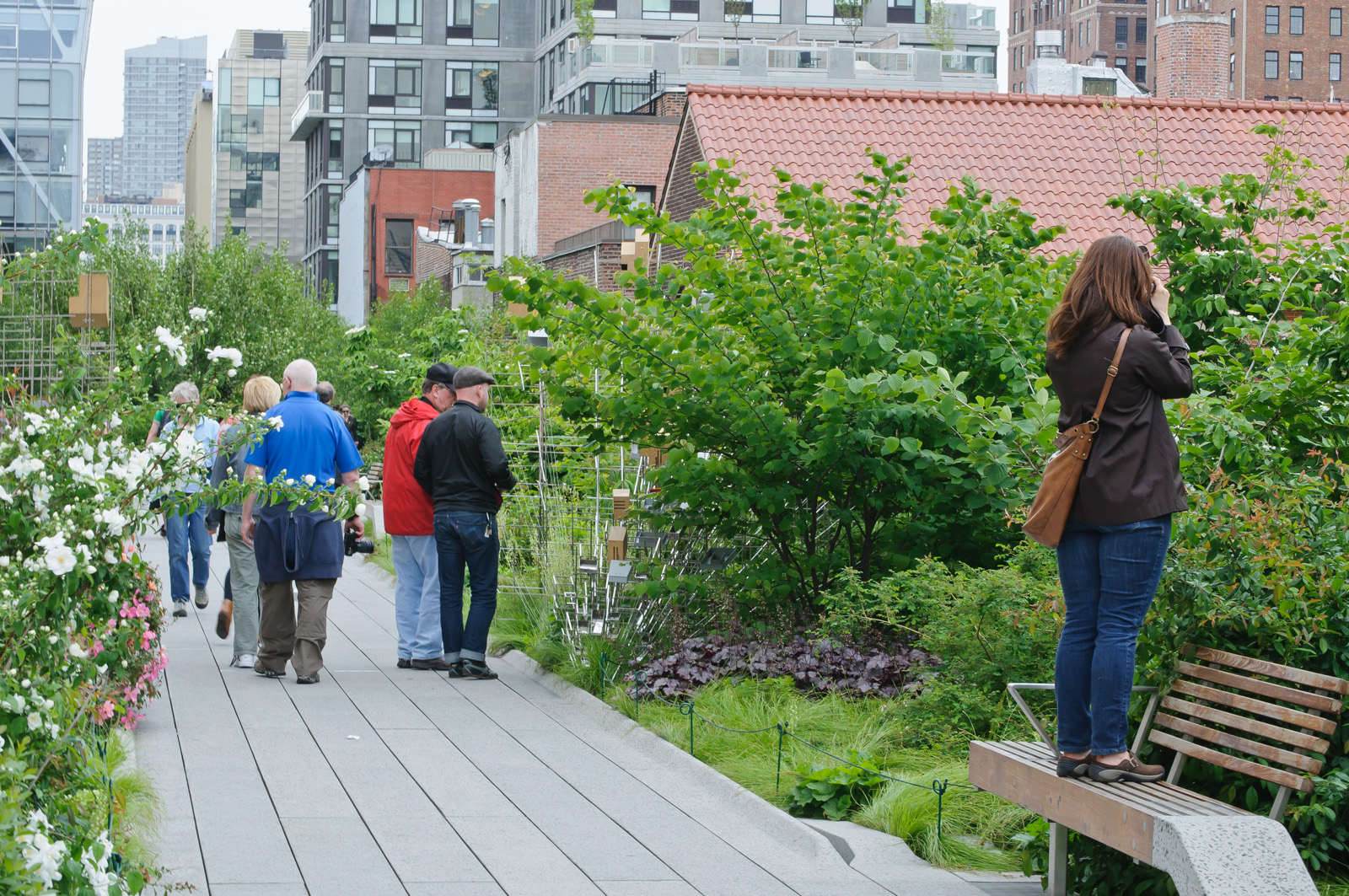
A járókelők által kedvelt növények
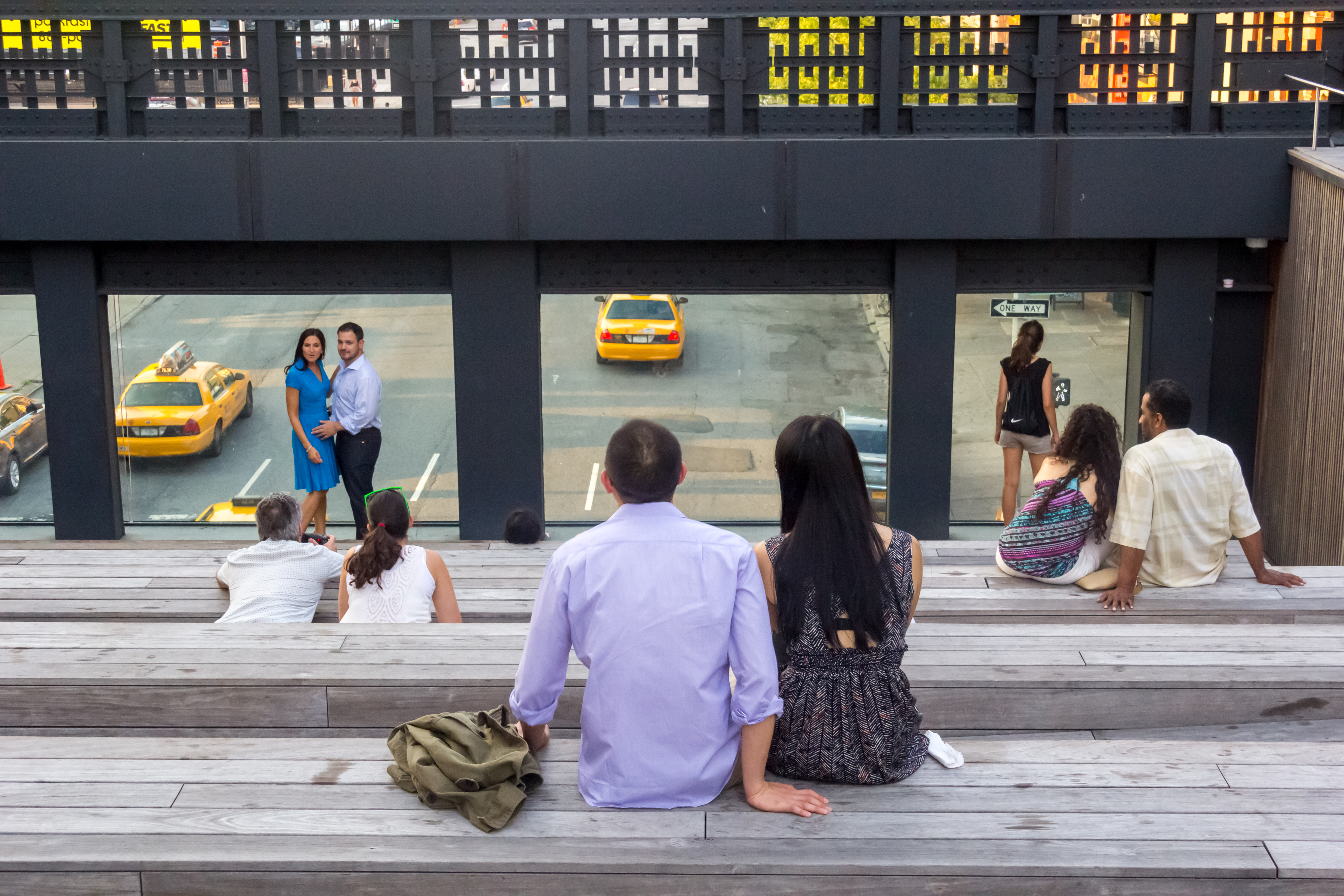
Fapadokon ülve szemlélhető a város
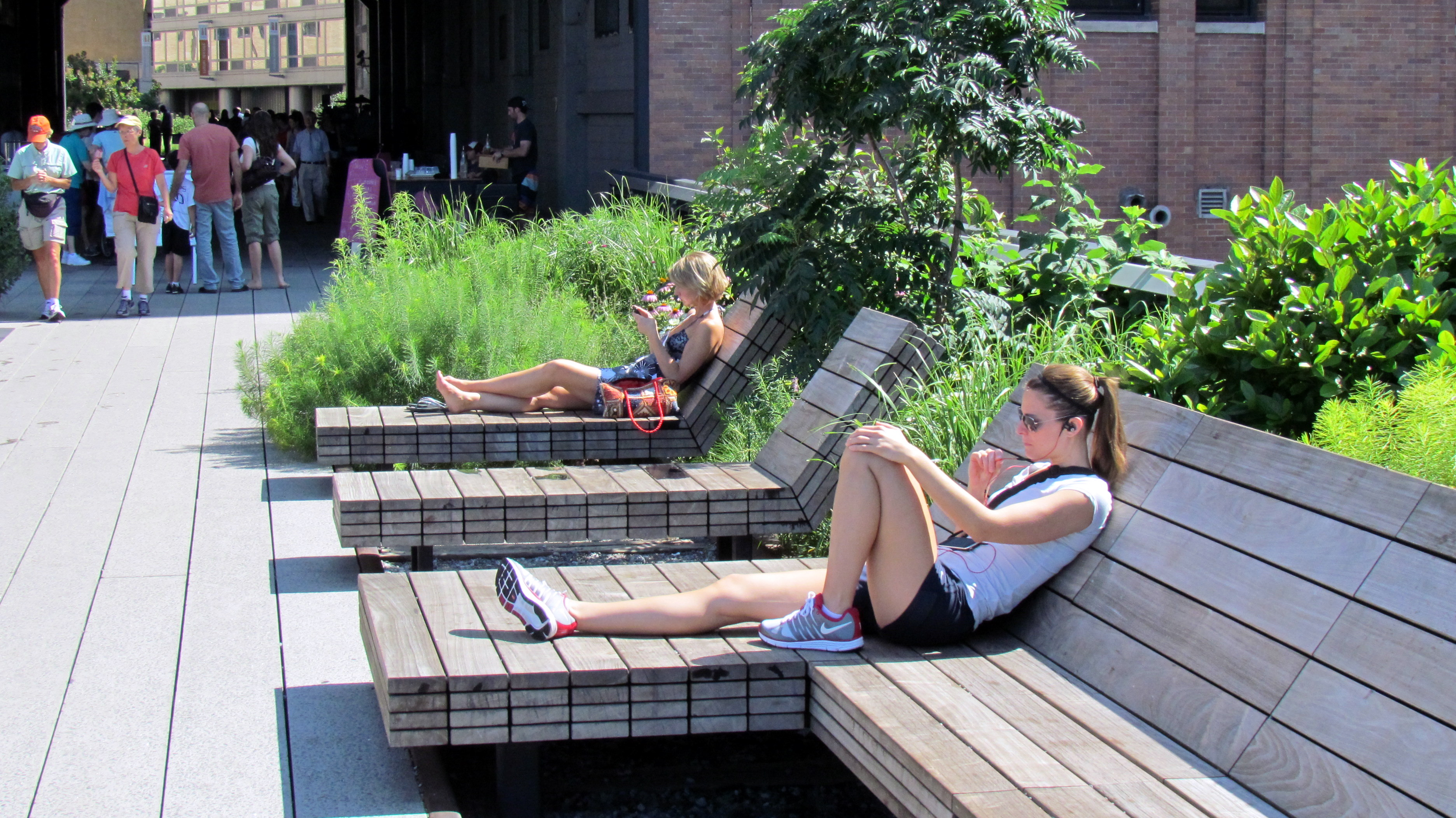
Relaxálás
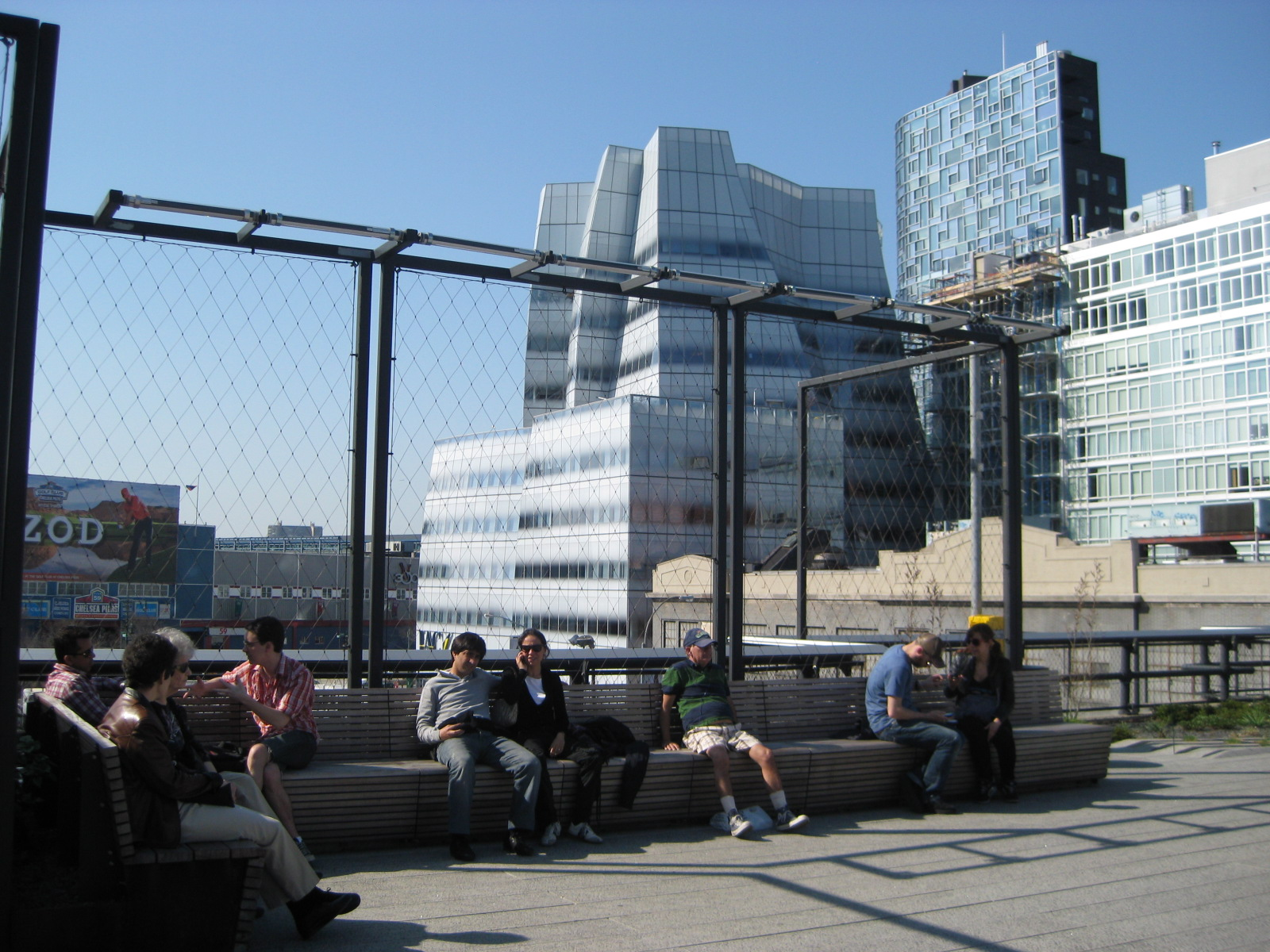
A Frank Gehry tervezte IAC épülete (középen) a park 18. utcánál álló részéről
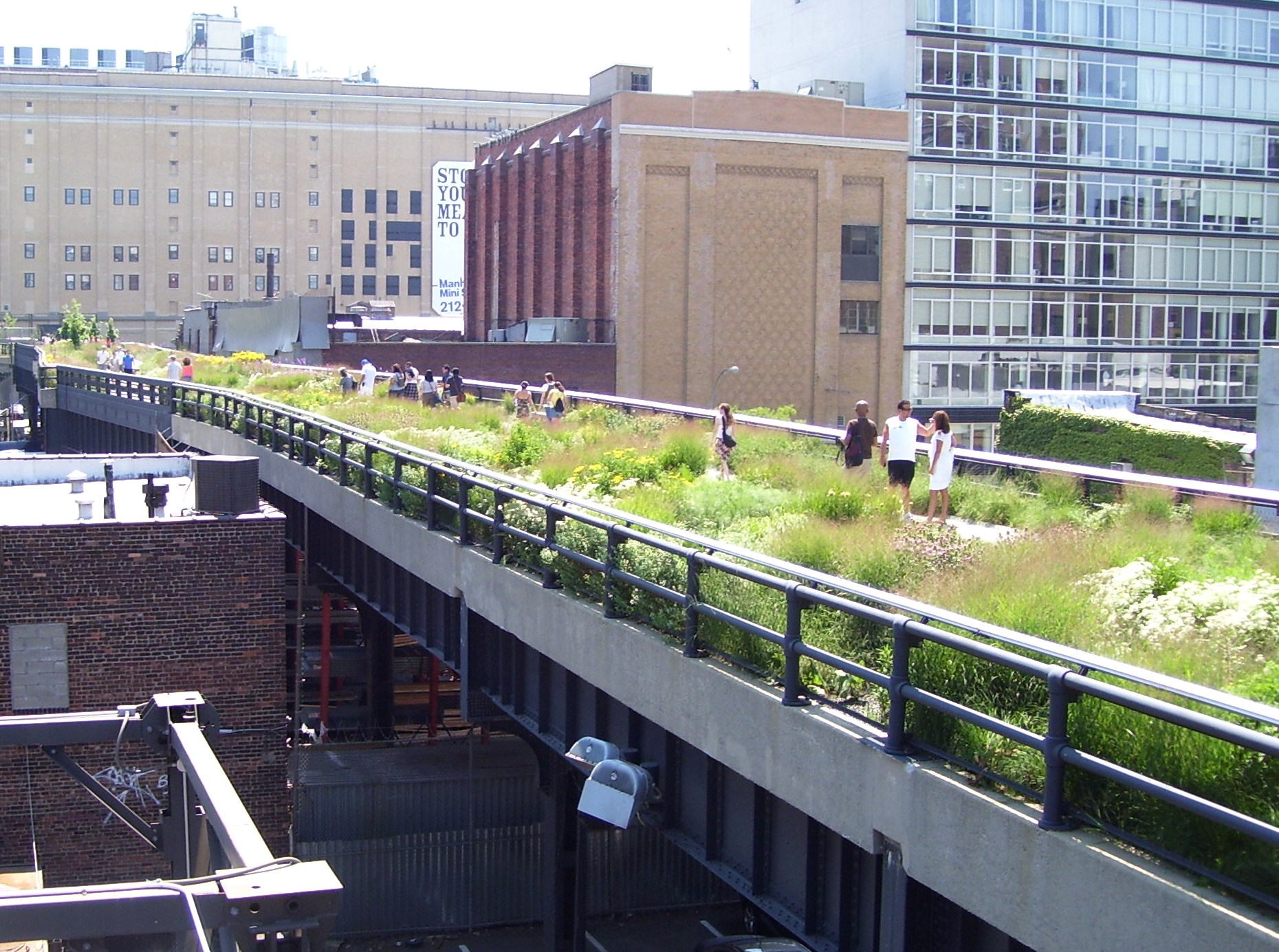
High Line a 20. utcánál